# 추예진
추예진(2001년 10월 11일 ~ )은 대한민국의 뮤지컬 배우이며 가수이다.

## 학력
- 심원초등학교 졸업
- 심원중학교 졸업
- 서울공연예술고등학교 실용음악학과 (졸업)
- 성균관대학교 연기예술학과 (재학)

## 출연작

### 영화
- 《죽어도 좋은날》 (2012년) - 혜미 역
- 《사랑해! 진영아》 (2013년) - 중학생 자영 역
- 《아빠를 빌려드립니다》 (2014년) - 불량소녀 1 역
- 《보이스 비》 (2020년) - 연정 역
- 《늘봄가든》 (2024년) - 현주 역

### 드라마
| 연도 | 방송사     | 제목                       | 역할            | 비고        |
| ---- | ---------- | -------------------------- | --------------- | ----------- |
| 2012 | MBC        | 오늘만 같아라              | 어린 윤인숙     | 김미숙 아역 |
| 2012 | MBC        | 골든타임                   | 어린 윤제인     | 황정음 아역 |
| 2013 | MBC        | 7급 공무원                 | 어린 김서원     | 최강희 아역 |
| 2013 | MBC        | 여왕의 교실                | 한선영          |             |
| 2013 | MBC        | 사랑해서 남주나            | 장서영          |             |
| 2014 | tvN        | 삼총사                     | 탄이            |             |
| 2015 | SBS        | 이혼변호사는 연애중        | 어린 고미희     | 손세빈 아역 |
| 2015 | MBC every1 | 투 비 컨티뉴드             | 예진            |             |
| 2017 | 옥수수     | 복수노트                   | 나반장          |             |
| 2018 | MBC        | 신과의 약속                | 나해지          |             |
| 2019 | tvN        | 사이코메트리 그녀석        | 어린 은지수     | 김다솜 아역 |
| 2020 | JTBC       | 날씨가 좋으면 찾아가겠어요 | 권현지          |             |
| 2020 | tvN        | 구미호뎐                   | 정수영          | 특별출연    |
| 2021 | KBS2       | 오케이 광자매              | 나편승 여자친구 | 특별출연    |
| 2021 | 카카오TV   | 커피 한잔 할까요?          | 정가원          |             |
| 2025 | U+모바일tv | 선의의 경쟁                | 유제나          | 16부작      |

## 방송 활동
- 2014년 투니버스 《김구라 김동현의 김부자쇼》
- 2016년 Mnet 《PRODUCE 101》

## 이외 출연작

### 모델
- 2013년 명랑소녀, 마리&잭 우등생 논술 표지 메인모델

### 캠페인
- 2013년 학교폭력 근절운동 "초록우산"

### 광고
- 2013년 60주년 맥도널드 스토리 광고

## 수상
- 한국모델협회대회 "세이베베상" 수상
- 육영수 재단 한국모델대회 대상